# لقد عادوا
لقد عادوا(بالفرنسية: : Les Revenants)‏ (بالإنجليزية: They Came Back)‏ هو فيلم دراما رعب فرنسي إنتاج عام 2004 من إخراج روبن كامبيو وبطولة جيرالدين بيلهاس، جوناثان زكاي وفريديريك بييرو.عرض الفيلم في فرنسا في 27 أكتوبر 2004.

## روابط خارجية
العائدون على موقع IMDb (الإنجليزية)
- العائدون على موقع روتن توميتوز (الإنجليزية)
- العائدون على موقع نتفليكس (الإنجليزية)
- العائدون على موقع ألو سيني (الفرنسية)
- العائدون على موقع أول موفي (الإنجليزية)
- العائدون على موقع قاعدة بيانات الفيلم (الإنجليزية)
- العائدون على موقع ليتربوكسد (الإنجليزية)
- العائدون على موقع كينوبويسك (الروسية)